# Jan Durka
Jan Durka (ur. 10 marca 1903 roku w Popowie koło Wronek, zm. 17 marca 1958 w Łodzi) – polski piłkarz, reprezentant kraju.
Przez całą piłkarską karierę związany z Łódzkim Klubem Sportowym.
Zaliczył jeden występ w reprezentacji Polski w spotkaniu z Turcją, rozegranym 12 września 1926 roku.
Uczestnik pierwszego meczu ligowego w Polsce, który został rozegrany w Łodzi, w dniu 3 kwietnia 1927 roku, a rozpoczął się o godz. 15.00. Zmierzyły się drużyny ŁKS i Turystów Łódź, na boisku na rogu ul. Wodnej i Nawrot, naprzeciw szkoły salezjańskiej. Mecz zakończył się zwycięstwem ŁKS 2:0, obie bramki strzelił Jan Durka, w 36 i 45 minucie.
1 października 2012 w miejscu tego meczu została odsłonięta tablica pamiątkowa umieszczona na dużym głazie narzutowym o treści:
„W tym miejscu zaczęła się historia polskiej ligi piłkarskiej, na istniejącym tu w latach 1912–1939 boisku klubu „Turystów”, rozegrano 3 kwietnia 1927, o godz. 15.00, pierwszy mecz ligowy w Polsce i padła pierwsza bramka. Turyści Łódź – ŁKS 0 : 2. W 85 rocznicę tego wydarzenia, z inicjatywy „Dziennika Łódzkiego” i Fundacji „Ełkaesiak”, tablicę ufundował Zakład Wodociągów i Kanalizacji. Łódź 2012.”.

### publikacje
- Hałys J., Polska piłka nożna. Kraków 1980 (Łódź na s. 82–85, 96–97).

Andrzej Gowarzewski Mistrzostwa Polski. Ludzie 1918-1939. 100 lat prawdziwej historii (1), wyd. gia, Katowice 2017 (sic!), s. 41

### prasa
- „Łódź w Ilustracji” (dod. ilustrowany do „Kuriera Łódzkiego”), nr 16, 19 IV 1925, s. 1 (w gronie członków I drużyny ŁKS)
- „Łódź w Ilustracji”, nr 40, 4 X 1925, s. 12 (karykatura (portret) autorstwa A. Pollera wraz z jego autografem)
- Kondraciuk Marek, Głaz na boisku klubu „Turystów” [Union-Touring–Łódź], świadectwem historii futbolu, [w:] „Polska. Dziennik Łódzki”, 2 X 2012, nr 230, s. 24 (odsłonięcie tablicy upamiętniającej pierwszy ligowy mecz w Polsce)